# Trachycarpus wagnerianus
Palmier miniature de Chusan
Espèce
Classification phylogénétique
Le palmier miniature de Chusan (Trachycarpus wagnerianus) est une espèce de plantes de la famille des Arecaceae (les palmiers) probablement originaire du Japon mais toutefois son origine reste incertaine.
Il n'existe pas dans la nature et ce n'est donc qu'une espèce cultivée.
Il est très apparenté à Trachycarpus fortunei par son aspect et ses conditions de culture, mais son port est plus compact que celui-ci et ainsi ses feuilles petites et rigides résistent mieux dans leurs tenues aux intempéries.

## Synonymes
- Chamaerops fortunei Hook. (basionyme)
- Trachycarpus caespitosus Becc.
- Trachycarpus wagnerianus Becc.

## Caractéristiques distinctives d'identification
- Port plus compact que Trachycarpus fortunei.
- Feuilles palmées, parfois raides à très raides vert sombre.
- Stipe (tronc de palmier) couvert de chanvre.
- Pétioles glabres et dépourvus d'épines.
- Hauteur de 5 mètres maximum.

## Conditions de culture.
Ce palmier se plaît particulièrement dans un climat humide et frais, peut s'adapter parfaitement à des températures jusqu'à -18 °C, il supporte mal la sècheresse et les périodes de canicule.
Il est particulièrement adapté aux petits jardins de ville par son encombrement moindre en largeur.
Le verglas est déplorable pour le feuillage et le brûle irrémédiablement. Une protection devrait être envisagée pour éviter les risques, mais il faut savoir que le palmier ne souffrira pas beaucoup de la défoliation s'il conserve suffisamment de feuillage, il produit entre 10 et 15 nouvelles feuilles durant la belle saison après une période d'adaptation de 3 ans pour un palmier juvénile.